# Аюшеев, Очир Бадмаевич
Очир Бадмаевич Аюшеев (2 апреля 1940 - 30 сентября 2000) — бурятский советский колхозник, депутат Верховного Совета СССР.

## Биография
Родился в 1940 году. Бурят. Член КПСС с 1973 года. Образование неполное среднее.
С 1956 года колхозник, а с 1958 года механизатор колхоза «Дружба» Бичурского района Бурятской АССР.
Депутат Совета Национальностей Верховного Совета СССР 9 созыва (1974—1979) от Мухоршибирского избирательного округа № 522 Бурятской АССР.